# イメルダ・ローズ・ハガティ
イメルダ・ローズ・ハガティ（英語：Imelda-Rose Hegerty、1979年10月29日 - ）は、ニュージーランド、オークランド出身のフィギュアスケート選手（女子シングル）。
1999年、2000年、2002年、2003年ニュージーランドフィギュアスケート選手権優勝。

## 主な戦績
| 大会/年                | 1998-99 | 1999-00 | 2000-01 | 2001-02 | 2002-03 |
| ---------------------- | ------- | ------- | ------- | ------- | ------- |
| 四大陸選手権           |         |         | 31      | 27      | 26      |
| ニュージーランド選手権 | 1       | 1       | 2       | 1       | 1       |
| オーストラリア選手権   |         |         |         | 6       | 7       |